# ميك بيتانكورت
ميك بيتانكورت (بالإنجليزية: Mick Betancourt)‏ هو كاتب سيناريو أمريكي، ولد في 1978 في شيكاغو في الولايات المتحدة.

## وصلات خارجية
- ميك بيتانكورت على موقع IMDb (الإنجليزية)
- ميك بيتانكورت على موقع ألو سيني (الفرنسية)
- ميك بيتانكورت على موقع قاعدة بيانات الفيلم (الإنجليزية)